# Hello Again (Neil Diamond)
Hello Again is een nummer van de Amerikaanse zanger Neil Diamond uit 1981. Het is de tweede single van de soundtrack van de film The Jazz Singer, waarin Diamond als acteur is te zien.
Diamonds biograaf beschreef het nummer als een "rustige, tedere ballad". "Hello Again" werd een hit in de Verenigde Staten, met een 6e positie in de Billboard Hot 100. In het Nederlandse taalgebied werd het nummer een bescheiden hitje; met een 32e positie in de Nederlandse Top 40 en een 21e positie in de Vlaamse Radio 2 Top 30.

## NPO Radio 2 Top 2000
| Nummer met noteringen in de NPO Radio 2 Top 2000 | '00 | '01 | '02  | '03  | '04  | '05  | '06  | '07  | '08  | '09  | '10  | '11  | '12  | '13  | '14  | '15  |
| ------------------------------------------------ | --- | --- | ---- | ---- | ---- | ---- | ---- | ---- | ---- | ---- | ---- | ---- | ---- | ---- | ---- | ---- |
| Hello Again                                      | 906 | -   | 1382 | 1308 | 1391 | 1392 | 1314 | 1341 | 1359 | 1195 | 1185 | 1375 | 1525 | 1557 | 1444 | 1769 |

1. ↑  Een '-' betekent dat het nummer niet was genoteerd en een vetgedrukt getal geeft de hoogste notering aan.
2. ↑  2000 was het eerste jaar met een notering voor dit nummer.
3. ↑  Deze tabel is bijgewerkt tot en met de laatste editie (2024).